# Zoramia
Zoramia és un gènere de peixos pertanyent a la família dels apogònids.

## Taxonomia
- Zoramia flebila (Greenfield, Langston & Randall, 2005)[1]
- Zoramia fragilis (Smith, 1961)[2]
- Zoramia gilberti (Jordan & Seale, 1905)
- Zoramia leptacantha (Bleeker, 1856-1857)[3]
- Zoramia perlita (Fraser & Lachner, 1985)
- Zoramia viridiventer (Greenfield, Langston & Randall, 2005)[1][4][5][6][7][8]